# Landgericht Lauingen
Das Landgericht Lauingen war zwischen 1809 und 1862 ein Amt in Lauingen an der Donau. Durch die Säkularisation 1802/03 und die Mediatisierung 1806 waren neue Gebiete zu Bayern gekommen und machten eine Verwaltungsneugliederung notwendig. 

## Geschichte
Das mit königlicher Verfügung vom 11. Januar 1809 geschaffene Landgericht Lauingen setzte sich aus dem westlichen Teil der bisherigen Vogtei Höchstädt zusammen und hatte eine Fläche von etwa 210 Quadratkilometern. Ende der 1830er Jahre umfasste es folgende Orte (Damalige Einwohnerzahlen in Klammern):
| - Altenberg (493) - Bachhagel (426) - Bächingen (630) - Ballhausen (167) - Burghagel (384) - Dattenhausen (377) - Echenbrunn (269) - Faimingen (229) | - Frauenriedhausen (148) - Gundelfingen (2726) - Haunsheim (685) - Hausen (291) - Lauingen (3816) - Oberbechingen (257) - Obermedlingen (463) | - Peterswörth (420) - Staufen (331) - Unterbechingen (420) - Untermedlingen (264) - Veitriedhausen (159) - Ziertheim (441) - Zöschingen (357) |

Von 1857 bis 1879 gehörte das Landgericht zum Sprengel des Bezirksgerichts Donauwörth.

### Auflösung
Zum 1. Juli 1862 wurden in Bayern die Bezirksämter errichtet und die Trennung von Rechtspflege und Verwaltung vollzogen. Die Rechtspflegeeinrichtungen erhielten die Bezeichnung Landgericht (ab dem 1. Januar 1879 Amtsgericht) und die Verwaltungsbehörden die Bezeichnung Bezirksamt. 
Die alten Landgerichte Lauingen, Höchstädt und Dillingen wurden 1862 zum Bezirksamt Dillingen zusammengelegt.